# John Eager Howard
John Eager Howard, född 4 juni 1752 i Baltimore County, Maryland, död 12 oktober 1827 i Baltimore County, Maryland, var en amerikansk politiker (federalist). Han var guvernör i Maryland 1788–1791. Han representerade Maryland i USA:s senat 1796–1803. Han var federalisternas vicepresidentkandidat i presidentvalet i USA 1816.
Howard tjänstgjorde i kontinentala armén i amerikanska revolutionskriget och befordrades till överste. Han var 1788 ledamot av kontinentalkongressen. Han efterträdde 24 november 1788 William Smallwood som guvernör. Han efterträddes i november 1791 av George Plater.
Howard var ledamot av Marylands senat 1791–1795. Howard efterträdde sedan 1796 Richard Potts i USA:s senat. Han var tillförordnad talman i senaten, president pro tempore of the United States Senate, i en knapp vecka från 21 till 27 november 1800. Howard efterträddes 1803 som senator av Samuel Smith.
Howard var i princip Rufus Kings vicepresidentkandidat i presidentvalet 1816 men federalister i alla delstater gick inte med på att stöda honom. King fick 34 elektorsröster i presidentvalet. Av dessa röstade 22 på Howard i valet av vicepresident. Fem röstade på James Ross, fyra på John Marshall och tre på Robert Goodloe Harper. Demokrat-republikanerna James Monroe och Daniel D. Tompkins var överlägsna segrare i valet 1816.
Howard var anglikan och han gravsattes på Old Saint Paul's Cemetery i Baltimore. Ryttarstatyn i Baltimore som föreställer Howard utfördes av skulptören Emmanuel Frémiet och avtäcktes år 1904. Howard County, Maryland har fått sitt namn efter John Eager Howard.